# William de Ros, 2. Baron de Ros
William de Ros, 2. Baron de Ros († 3. Februar 1343) war ein englischer Adliger.

## Herkunft und Dienst als Militär
William de Ros war der älteste Sohn von William de Ros, 1. Baron de Ros und von Matilda, der zweiten Tochter und Miterbin von John de Vaux aus Steresby in Yorkshire. Er oder sein namensgleicher alter Vater wurde am 6. Januar 1315 von König Eduard II. zu einem der vier Kommandanten ernannt, die Nordengland gegen schottische Angriffe verteidigen sollten. Am 20. November 1315 wurde er Knight Banneret im Haushalt des Königs. Nach dem Tod seines Vaters 1316 wurde er zum Erben von dessen Besitzungen, darunter Helmsley Castle in Yorkshire. Das ebenfalls ererbte Wark Castle tauschte er 1317 mit dem König gegen andere Besitzungen in England, durch die er jährliche Einkünfte in Höhe von £ 200 erhielt. Als im Oktober 1317 John Lilburn, ein Gefolgsmann des Earl of Lancaster, Knaresborough Castle, eine Burg des königlichen Günstlings Roger Damory besetzte, war de Ros der Kommandant des Aufgebots von nordenglischen Baronen, das die Burg belagerte und Lilburn Ende Januar 1318 zur Übergabe zwang.

## Heirat und Rolle beim Sturz von EduardII.
Vor dem 25. November 1316 hatte de Ros Margery de Badlesmere († 1363), eine Tochter von Bartholomew de Badlesmere, 1. Baron Badlesmere und von dessen Frau Margaret de Clare geheiratet. Sein Schwiegervater rebellierte ab 1321 zusammen mit dem Earl of Lancaster und anderen Baronen gegen König Eduard II. Ab Herbst 1321 ging der König militärisch gegen die Rebellen vor. Im Winter 1322 berief er ein Heer, um die nach Nordengland flüchtenden Rebellen zu verfolgen. Ros stellte dafür im Februar 1322 eine Streitmacht von mehreren men-at-arms und 60 leichten Reitern auf, mit denen er sich am 1. März dem königlichen Heer anschloss. Königliche Truppen besiegten wenig später die Rebellen, und Badlesmere wurde als Verräter hingerichtet. Badlesmeres Frau und ihre unverheirateten Töchter wurden vom König gefangen gesetzt, vermutlich kamen sie im November 1322 auf Vermittlung von de Ros frei. De Ros diente während des Kriegs mit Frankreich von 1324 bis 1325 als Militär in Südwestfrankreich. Als im September 1326 die englische Königin Isabelle mit einem Heer in England landete, um den König zu stürzen, sammelte sich de Ros mit anderen Baronen am 11. Oktober in Yorkshire, um die Invasion abzuwehren. Wenig später schloss sich de Ros aber in Hereford den Invasoren an. Im Januar 1327 soll er der Delegation angehört haben, die den gefangenen König in Kenilworth Castle zur Abdankung bewegte. Nach dem Sturz von Eduard II. erhielt Giles de Badlesmere, der Schwager von de Ros, 1328 die Besitzungen seines Vaters zurück. Er starb 1338 kinderlos, so dass de Ros Frau Margery eine Miterbin seiner vor allem in Südostengland gelegenen Güter wurde.

## Nachkommen und Erbe
Mit seiner Frau Margery hatte de Ros mehrere Kinder, darunter:
- William de Ros, 3. Baron de Ros (1329–1352)
- Thomas de Ros, 4. Baron de Ros († 1384)
- Elizabeth de Ros ⚭ William Zouche, 2. Baron Zouche of Haryngworth
- Maud de Ros († 1388) ⚭ John de Welles, 4. Baron Welles
- Alice de Ros ⚭ Nicholas de Meinill, 1. Baron Meinill

Er wurde in Kirkham Abbey in Yorkshire begraben. Sein Erbe wurde sein ältester Sohn William, nach dessen Tod sein zweiter Sohn Thomas. Williams Witwe heiratete in zweiter Ehe Sir Thomas de Arundel.